# Стокгольмская обсерватория
Стокгольмская обсерватория — астрономическая обсерватория, основанная в 1748 году в Стокгольме, Швеция. Сейчас является частью Стокгольмского университета. В 1931 году Стокгольмская обсерватория переехала в Сальтшёбаденскую обсерваторию.

## История обсерватории
Обсерватория была создана Королевской шведской академией наук по инициативе её секретаря Пера Эльвиуса. Строительство было начато в 1748 году и окончено в 1753 году. В 1877 году был построен купол обсерватории. Обсерватория проработала до 1931 года, когда было построено новое здание в более темном месте. Сейчас обсерватория является музеем и тут проходят встречи стокгольмских любителей астрономии. Обсерватория являлась национальным центральным меридианом, как Пулково в России и Гринвич в Англии.

## Инструменты обсерватории
- Телескоп Цейсс в новой обсерватории
- Меридианный инструмент
- Квадрант

## Направления исследований
- Астрометрия
- Координатные измерения на Земле
- Служба времени
- Метеорология
- Геомагнитные наблюдения

## Основные достижения
- Непрерывные метеоданные с 1756 года
- Наблюдение прохождение Венеры по диску Солнца 6 июня 1761 года.

## Руководители обсерватории
- 1753—1783 (???) — Варгентин, Пер Вильгельм
- 1871—1896 — Юльден, Юхан Аугуст Хуго
- C 1927 года Линдблад, Бертиль — основатель новой обсерватории: Сальтшёбаденская обсерватория

## Известные сотрудники
- Варгентин, Пер Вильгельм
- Юльден, Юхан Аугуст Хуго
- Линдблад, Бертиль
- Брантинг, Карл Яльмар
- Баклунд, Оскар Андреевич